# Baškovce (Sobrance)
Baškovce (ungarisch Alsóbaskóc – bis 1907 Baskóc) ist eine Gemeinde im äußersten Osten der Slowakei mit 215 Einwohnern (Stand 31. Dezember 2024), die zum Okres Sobrance, einem Kreis des Košický kraj, gehört.

## Geographie
Die Gemeinde befindet sich im Hügelland Podvihorlatská pahorkatina im Ostslowakischen Hügelland im nordöstlichen Teil des Ostslowakischen Tieflands unterhalb des Vihorlatgebirges, am Bach Žiarovnica im Einzugsgebiet des Uh. Das Ortszentrum liegt auf einer Höhe von 174 m n.m. und ist fünf Kilometer von Sobrance entfernt.
Nachbargemeinden sind Hlivištia im Norden und Nordosten, Choňkovce im Osten, Horňa im Süden und Südwesten, Ruskovce im Südwesten und Jasenov im Westen und Nordwesten.

## Geschichte
Baškovce wurde zum ersten Mal 1427 als Bazkoch schriftlich erwähnt, weitere historische Bezeichnungen sind unter anderen Basskoch (1449) und Basskowce (1786). Das Dorf war Teil der Herrschaft Großmichel und Jasenov, im 19. Jahrhundert besaß die Familie Török Ortsgüter.
1427 wurden 23 Porta verzeichnet. 1715 gab es sechs Untertanen-Haushalte, 1828 zählte man 30 Häuser und 325 Einwohner, die als Hirten, Landwirte und Waldarbeiter tätig waren.
Bis 1918/1919 gehörte der im Komitat Ung liegende Ort zum Königreich Ungarn und kam danach zur Tschechoslowakei beziehungsweise heute Slowakei. In der ersten tschechoslowakischen Republik waren die Einwohner als Landwirte beschäftigt. Als Folge des Slowakisch-Ungarischen Kriegs war der Ort von 1939 bis 1944 noch einmal Teil Ungarns. 1944 wurde der Ort evakuiert und fast völlig zerstört. Nach dem Zweiten Weltkrieg wurde der Ort 1948 wieder aufgebaut, 1958 wurde die örtliche Einheitliche landwirtschaftliche Genossenschaft (Abk. JRD) gegründet, ein Teil der Einwohner pendelte zur Arbeit in Industriebetriebe in Košice, vor allem im dortigen volkseigenen Betrieb Hutné stavby.

## Bevölkerung
| Jahr                | 1994 | 2004    | 2014    | 2024     |
| ------------------- | ---- | ------- | ------- | -------- |
| Anzahl der Personen | 269  | 261     | 253     | 215      |
| Unterschied         |      | −2,97 % | −3,06 % | −15,01 % |

| Jahr                | 2023 | 2024    |
| ------------------- | ---- | ------- |
| Anzahl der Personen | 224  | 215     |
| Unterschied         |      | −4,01 % |

Nach der Volkszählung 2011 wohnten in Baškovce 259 Einwohner, davon 252 Slowaken sowie jeweils ein Pole und Ukrainer. Fünf Einwohner machten keine Angabe zur Ethnie.
148 Einwohner bekannten sich zur griechisch-katholischen Kirche, 102 Einwohner zur römisch-katholischen Kirche, zwei Einwohner zur Evangelischen Kirche A. B. und ein Einwohner zur orthodoxen Kirche. Ein Einwohner war konfessionslos und bei fünf Einwohnern wurde die Konfession nicht ermittelt.

## Verkehr
Durch Baškovce führt die Cesta III. triedy 3799 („Straße 3. Ordnung“) von Sobrance (Kreuzung mit der Cesta II. triedy 582 („Straße 2. Ordnung“), Michalovce–Sobrance über Jovsa) heraus und weiter nach Hlivištia, eine nicht klassifizierte Lokalstraße verbindet den Ort mit Choňkovce.